# Giáo hoàng Gioan I
Gioan I (Latinh: Joannes I) là người kế nhiệm Giáo hoàng Hormisdas và là vị Giáo hoàng thứ 53. Theo niên giám tòa thánh năm 1806 thì ông đắc cử năm 523 và ở ngôi trong 2 năm 9 tháng.
Niên giám tòa thánh năm 2003 xác định triều đại của ông bắt đầu vào ngày 13 tháng 8 năm 523 và kết thúc vào ngày 18 tháng 5 năm 526. Ông đã được suy tôn là thánh của Giáo hội. Triều đại giáo hoàng của ngài đầy sóng gió vì sự thù hằn của hoàng đế Theodoric.
John I sinh tại Populonia, miền Tuscia, Ý (trong Siena hoặc trong Castello di Serena, gần Chiusdino). Giống như nhiều Giáo hoàng khác, chúng ta không biết gì về thời niên thiếu của vị John I. Ông là tổng phó tế của hàng giáo sĩ Rôma trước khi được bầu chọn làm Giáo hoàng vào ngày 13 tháng 8 năm 523. Giáo hoàng John I đã rất có công trong việc hoàn tất điệu hát bình ca (Chant grégorien) mà các vị tiền nhiệm đã khởi xướng: Ðức Cêlestinô I, Lêô cả và Gêlase. Niên lịch của Kitô giáo đang lưu hành do tu sĩ Ðiônixiô (Dionisius Exiguus) soạn ra theo lệnh của Giáo hoàng Gioan I, năm 525. Ông còn tỏ ra là một vị chủ chăn đầy khôn ngoan và đạo đức.
Năm 524, vua Auguste Justin I bên Tiểu Á, vì nhiệt thành với tôn giáo và cũng nhằm lợi ích chính trị, muốn thống nhất Giáo hội nên đã đàn áp nhóm lạc giáo Ariô và chiếm hữu các cơ sở tôn giáo của họ. Việc đàn áp này đã gây nên một cuộc bất mãn và sinh ra sự chống đối tôn giáo và chính trị, và Ðức Gioan I chỉ là một con cờ hy sinh. Tại Rôma, vua Théođoric thuộc phái Ariô khi hay tin việc đàn áp này, liền nổi giận gửi tối hậu thư cho vua Justin, nhưng không kết quả.
Năm 525, Théođoric bắt Giáo hoàng Gioan làm con tin và buộc dẫn đầu đoàn sứ giả sang vua Justin đòi trả lại tài sản và cho nhóm Ariô được tự do truyền đạo. Ðã nhiều lần Giáo hoàng đứng lên phản đối trước mặt nhà vua. Sau cùng ông chấp thuận đi. Theodoric đe dọa rằng nếu Ðức Gioan thất bại trong nhiệm vụ, thì người Công giáo chính thống ở Tây Phương sẽ bị trả đũa. Lần đầu tiên trong lịch sử một Giáo hoàng rời khỏi nước Ý. Vua Justin và toàn dân Constantinopolis hân hoan tưng bừng đón rước ông. Giáo hoàng đã chủ lễ Phục Sinh (19-4-526) tại Sainte Sophie một cách long trọng có mặt tất cả triều đình, dân Hy Lạp và La Tinh nữa. Hoàng đế Justinianus xin ông đội triều thiên cho ông lần thứ hai, trước kia ông đã được Đức thượng phụ Constantinôpôli gia miện rồi. Các Giám mục đông phương cùng thề trung thành với Giáo hoàng.
Khi Ðức Gioan trở về Ravenna, thủ phủ của Theodoric, ông khám phá rằng Theodoric đã giết chết người bạn của mình là triết gia Severinus Boethius, cũng như cha vợ của ông là Symmachus. Về phần Theodoric, vì nghi ngờ Ðức Gioan thông đồng với Hoàng Ðế Justin để chống lại mình nên ngay khi ngài đặt chân lên đất Ý, Theodoric đã cho người bắt giam ngay lập tức và định đem xử tử nhưng còn sợ dân chúng dấy loạn, liền giam Giáo hoàng John tại Ravenne và bỏ đói cho đến khi chết ngày 18/5/526.
Đức Gioan I được chôn cất ở bên ngoài thành Ravenna và được coi là tử đạo, khi liệm xác người, người ta đã giành giật các áo của người. Giáo hội đã phong thánh và mừng lễ ngày 18/5. Ngày 27/5/530, hài cốt của ông được đưa về Rôma và chôn cất trong vương cung thánh đường Vatican.